# Prix Palestine
Pour les articles homonymes, voir Palestine.
Le Prix Palestine, de son nom complet Prix Palestine - Mahmoud Hamchari, est un prix littéraire créé en 1979 à l'initiative de l'Association de solidarité franco-arabe et de la revue France-Pays arabes qui « récompense un ouvrage publié dans l'année en français, consacré à la Palestine ou une personne physique ou morale dont l'action en faveur de la cause palestinienne est digne d'être honorée ».

## Jury
Le jury était constitué de dix membres : mesdames Marie-Claude Hamchari, Kenizé Mourad et Huguette Pérol, messieurs Paul Balta (mort en 2019), Lucien Bitterlin (mort en 2017), Francis Crémieux (mort en 2004), Henri Loucel, Jean Rabinovici, Philippe de Saint Robert et Robert Vial, secrétaire permanent du jury.

## Récipiendaires
- 1988 : Noureddine Aba, Tell el Zaâtar s’est tu à la tombée du soir
- 1993 : Elisabeth Mathiot
- 1998 : Marion Sigaut, Mansour Kardosh, un juste à Nazareth  (ISBN 2708233440)
- 1998 : François Abou Salem (François Gaspar), pour l'ensemble de son œuvre théâtrale.
- 2002 : Yves Tessier d'Orfeuil, Michel Sabbah, Paix sur Jérusalem, propos d'un évêque palestinien, éditions Desclée de Brouwer  (ISBN 2220049949)
- 2004 : Alain Ménargues, Le Mur de Sharon, Presses de la Renaissance,  (ISBN 2750900603)
- 2006 : Sylvain Cypel, Les Emmurés, La société israélienne dans l'impasse  (ISBN 2707149764)
- 2007 : René Backmann, Un mur en Palestine et à Jimmy Carter (Prix spécial du Jury) pour Palestine : La Paix, pas l'apartheid (Fayard)
- 2013 : Henry Laurens, la Question de Palestine, (Fayard, 1999, 2002 et 2007) et Histoires orientales (Sindbad, Actes Sud)[3].